# Chiesa di Santa Maria di Canepanova
La chiesa di Santa Maria Incoronata di Canepanova è un luogo di culto cattolico sito in via Defendente Sacchi a Pavia. Il progetto della chiesa è stato recentemente attribuito a Cristoforo Solari, mentre in passato si riteneva che l'edificio fosse opera di Giovanni Antonio Amadeo o, secondo altri, di Donato Bramante.

## Storia
I lavori di costruzione della chiesa iniziarono nel 1500 e la prima parte fu ultimata nel 1507. Il progetto di costruzione è precedente se è vero che nel 1492 venne fondata la Confraternita di Santa Maria Immacolata di Canepanova, che si occupa della raccolta dei fondi necessari per la sua costruzione. I lavori furono realizzati probabilmente sotto la direzione di Cristoforo Solari. In passato, invece, il progetto della chiesa era stato attribuito a Giovanni Antonio Amadeo. L'architetto pavese, all'apice della sua fama dopo aver eretto il tiburio del duomo di Milano, si trovava a Pavia su incarico del cardinale Ascanio Sforza, fratello di Ludovico il Moro, per dirigere la costruzione del duomo. Lo studioso Bruno Adorni contesta questa attribuzione: secondo la sua tesi, dovuta alla citazione da parte dello storico dell'arte Francesco Malaguzzi Valeri di uno scritto seicentesco che dava presente nel cantiere l'Amadeo nel 1507, l'attribuzione "ha pesantemente condizionato gli studiosi che si sono occupati della chiesa fino ai giorni nostri". Secondo Adorni, così come per Arnaldo Bruschi, invece il progetto della chiesa deve essere attribuito a Bramante.
La chiesa è stata costruita per celebrare un affresco quattrocentesco ritenuto miracoloso dalla tradizione, raffigurante la Madonna del Latte che si trovava sulla facciata di una casa di Viscardo della famiglia nobile dei Canepanova, che sovvenzionò in parte i lavori; da qui il nome della chiesa stessa. A sinistra dell'ingresso della chiesa vi è un dipinto risalente alla prima metà del XVII secolo, raffigurante papa Giovanni XIV che venera l'immagine della Madonna. Il papa è l'esponente più illustre della famiglia Canepanova, assunto al soglio di Pietro dopo essere stato vescovo di Pavia nel X secolo. Sotto l'affresco un'incisione riporta la scritta:
Un’altra versione che non contraddice il riferimento alla devozione all’immagine sacra si riferisce a un voto che “Bona di Savoia o Isabella di Aragona avevano fatto per la guarigione di Gian Galeazzo Sforza, ad un'antica immagine esistente sul muro del palazzo di Canepanova.
In un documento conservato nell'Archivio di stato di Milano è riportata la notizia del taglio della parte di muro su cui era dipinta la Vergine e della cerimonia di fondazione con la processione che accompagnò Viscardo di Canepanova a porre la prima pietra a cui lati vennero poste "due caraffe piene una di olio d'oliva, l'altra di bon vino".
I lavori della costruzione furono interrotti durante i periodi bellici, venendo poi ultimati solo nel XVI secolo con l'arrivo nel dei padri Barnabiti, che completarono la costruzione con l'erezione della cupola. Infatti, la confraternita che aveva gestito originariamente il luogo di culto si viene a trovare in difficoltà nel far fronte agli impegni della gestione e individua nei Barnabiti l'ordine religioso a cui affidare ufficialmente il compito del suo mantenimento oltreché dell'esercizio del culto (14 giugno 1557). Contestualmente venne creato il primo collegio a cui ne seguiranno altri in altre città. I Barnabiti inviarono a Pavia Giovanni Pietro Besozzo, che sarà il primo vicario barnabita di Canepanova, e Alessandro Sauli per iniziare la predicazione soprattutto tra gli universitari, il cui fervore contributi al grande favore con cui i religiosi furono accolti in città. Il Sauli fondò anche nel gennaio 1560 un circolo cattolico universitario. La chiesa fu, infine, consacrata nel 1564 dal cardinale Ippolito de' Rossi. I Barnabiti acquistarono alcune case nel circondario e ottennero dei permessi edilizi per edificare il proprio collegio, fino al 1620 quando fu creata la piazza antistante con l'abbattimento di alcune case.
Nel Seicento fu realizzata la decorazione barocca dell'interno con pitture e stucchi.
Nel 1810, con il decreto del 25 aprile di Napoleone e la soppressione delle congregazioni religiose, i Barnabiti dovettero abbandonare il convento, che era già adibito a scuola e che fu acquisito il 18 luglio 1811 dal Comune. La chiesa diventa quindi, fino all'arrivo dei francescani, la sede della Confraternita di San Sebastiano. I locali dell'originario convento ospitano, invece, il Liceo classico che nel 1865 venne intitolato a Ugo Foscolo e la chiesa divenne sussidiaria della parrocchia di San Francesco. Il 6 dicembre del 1915 la chiesa venne affidata ai Frati Minori che costruirono a fianco il nuovo convento, i cui lavori, affidati a Carlo Morandotti, si protrassero dal 1935 al 1937.
Il 30 maggio 1926 il cardinale e arcivescovo di Milano Eugenio Tosi, presiede al rito dell'Incoronazione della Vergine
Nel 1961 il vescovo di Pavia Monsignor Carlo Allorio dichiara la chiesa “santuario cittadino” a sottolineare il legame dei cittadini pavesi con questa immagine mariana.
Il 22 gennaio 2012 è stata presentata la conclusione dei lavori che hanno riguardato un integrale progetto di restauro.

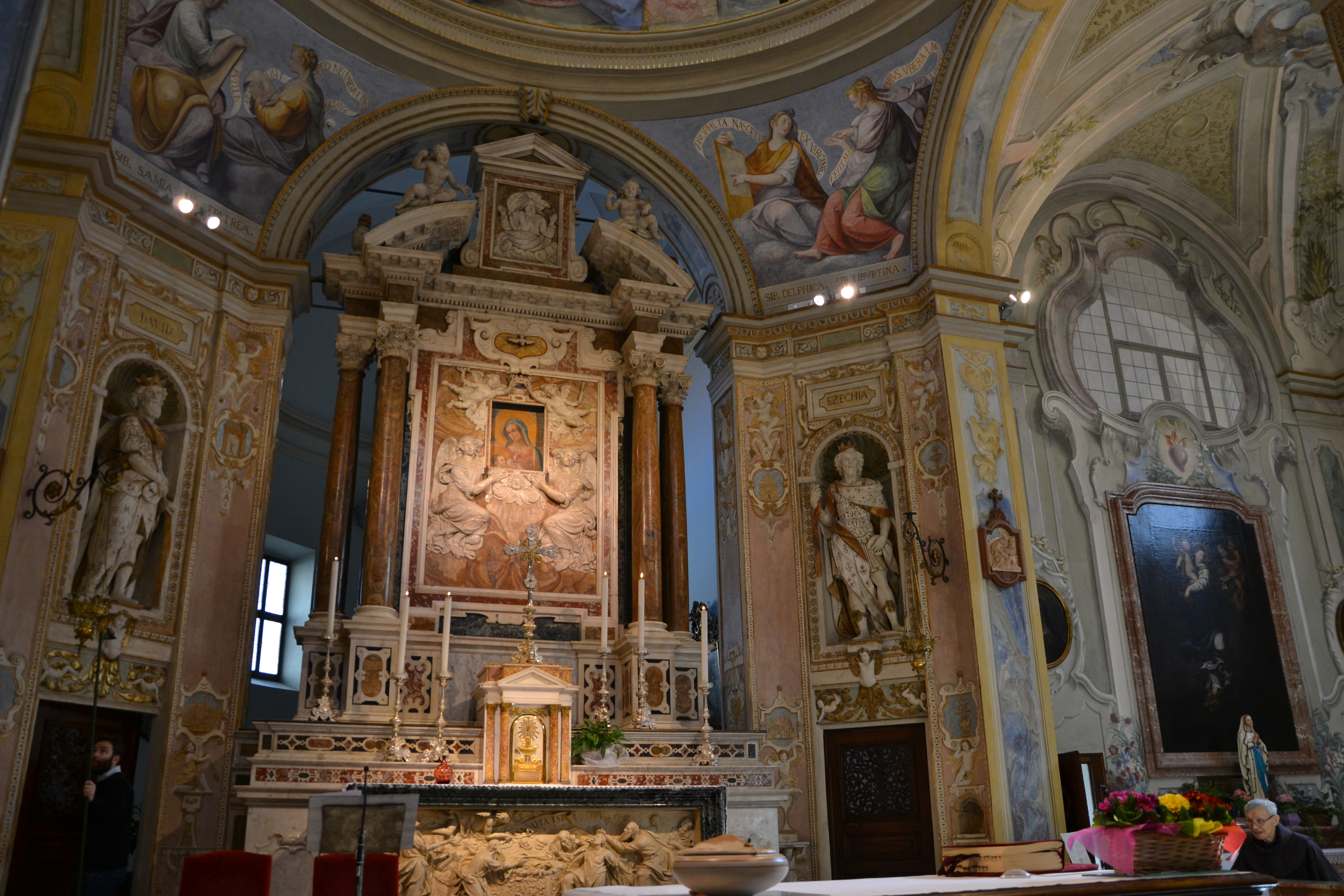
Altare maggiore

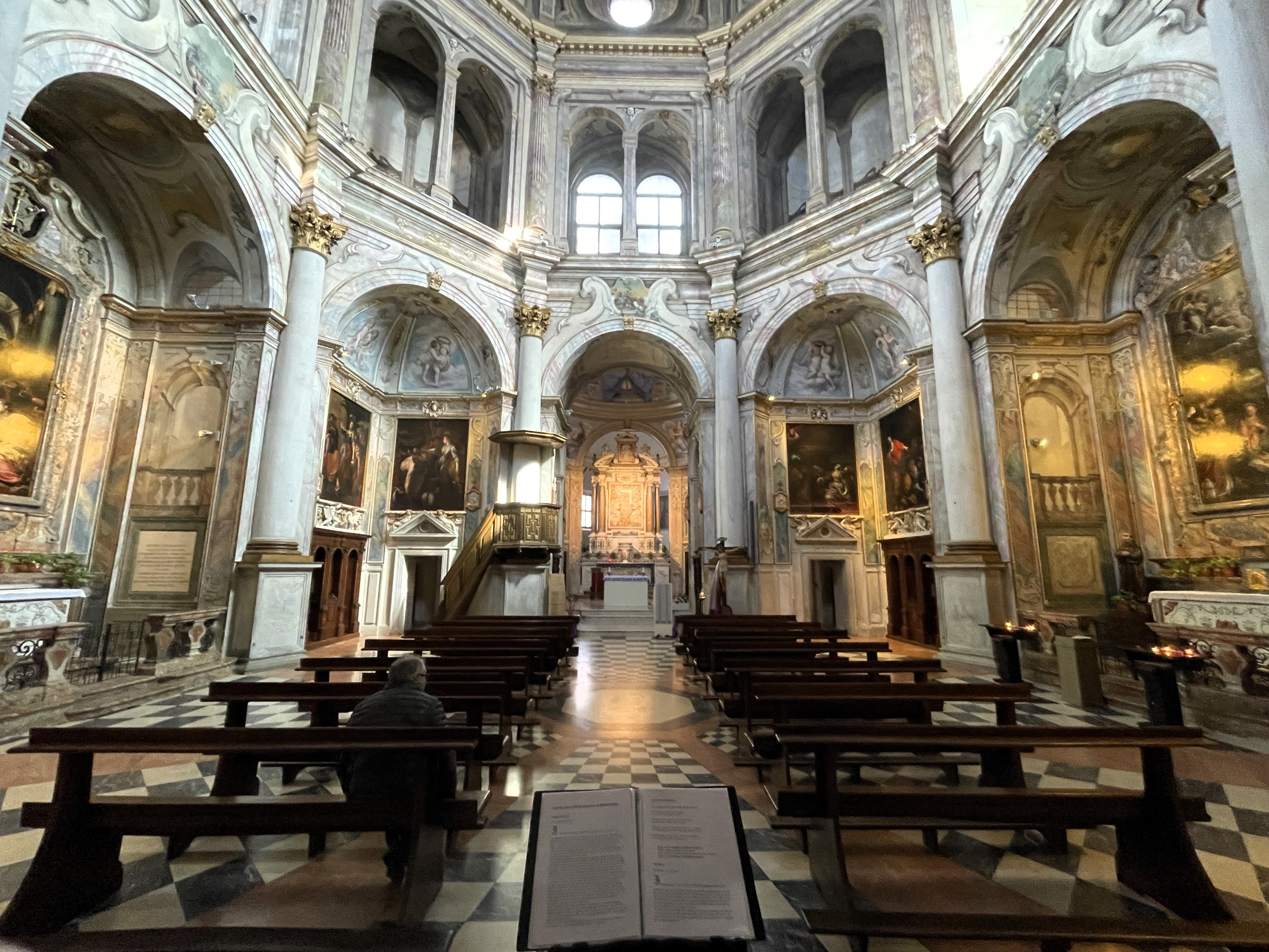
L'interno della chiesa.

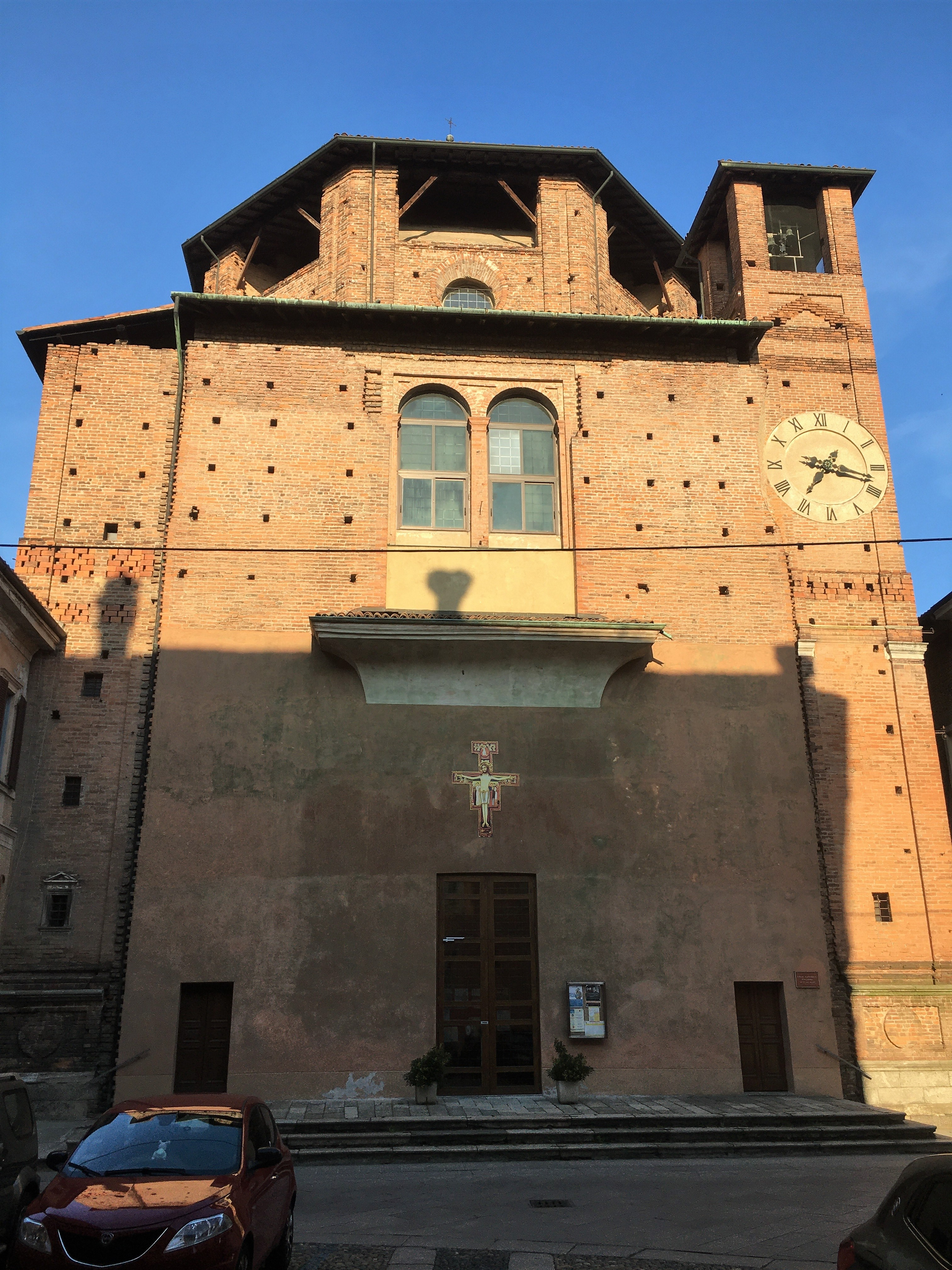
facciata

## Architettura
Seguendo l'ipotesi di attribuzione all'architetto Amadeo, lo stesso riprese il suo stile costruttivo ad quadratum derivante dal suo maestro Guiniforte Solari, già utilizzato tra il 1470 e 1476 per realizzare la famosa cappella Colleoni a Bergamo: si tratta di un volume cubico impostato sul quadrato, su cui poggiano un tiburio ottagonale e quattro piccoli campanili. È la tipologia di tempio a pianta centrale diffuso all'epoca in Lombardia, i cui esempi più insigni furono San Magno a Legnano, l'Incoronata di Lodi e Santa Maria della Croce a Crema, da molti ritenuti di ascendenza bramantesca.
All'effetto di compattezza prodotto dall'apparato esterno quasi completamente privo di aperture e di decorazioni, fa da contrappunto la movimentata disposizione dell'interno. Lo spazio a pianta centrale è generato dagli otto lati della cupola, proiettati entro il perimetro quadrato della chiesa; la figura così inscritta crea una successione di nicchie sostenute da un arcone per ciascuna delle facce dell'ottagono.

### Esterno e facciata
Agli angoli della chiesa sorgono quattro torri. Quella a destra della facciata ha un orologio, mentre l'altra sullo stesso lato, a est, ha sulla sommità la cella campanaria. La seconda torre della facciata a sinistra è interrotta al livello della facciata stessa, anche se è ben riconoscibile dalla rifinitura del basamento.
La facciata è incompiuta ed è intonacata nella parte inferiore. Nella parte sud è presente una decorazione molto particolare di forme circolari tra loro tangenti, racchiusa da una cornice in cotto. All'altezza del matroneo la decorazione è interrotta da un architrave in pietra. Sul motivo per cui sia stato inserito questo particolare costruttivo, che interrompe la continuità stilistica della parete laterale, sono state avanzate diverse ipotesi.

### Interno
La decorazione interna fu realizzata all'inizio del Seicento da importanti pittori di scuola barocca. L'aula centrale presenta una forma quadrata, su cui si innesta nella parte superiore una ripartizione ottagonale che ricalca quella della cupola. 

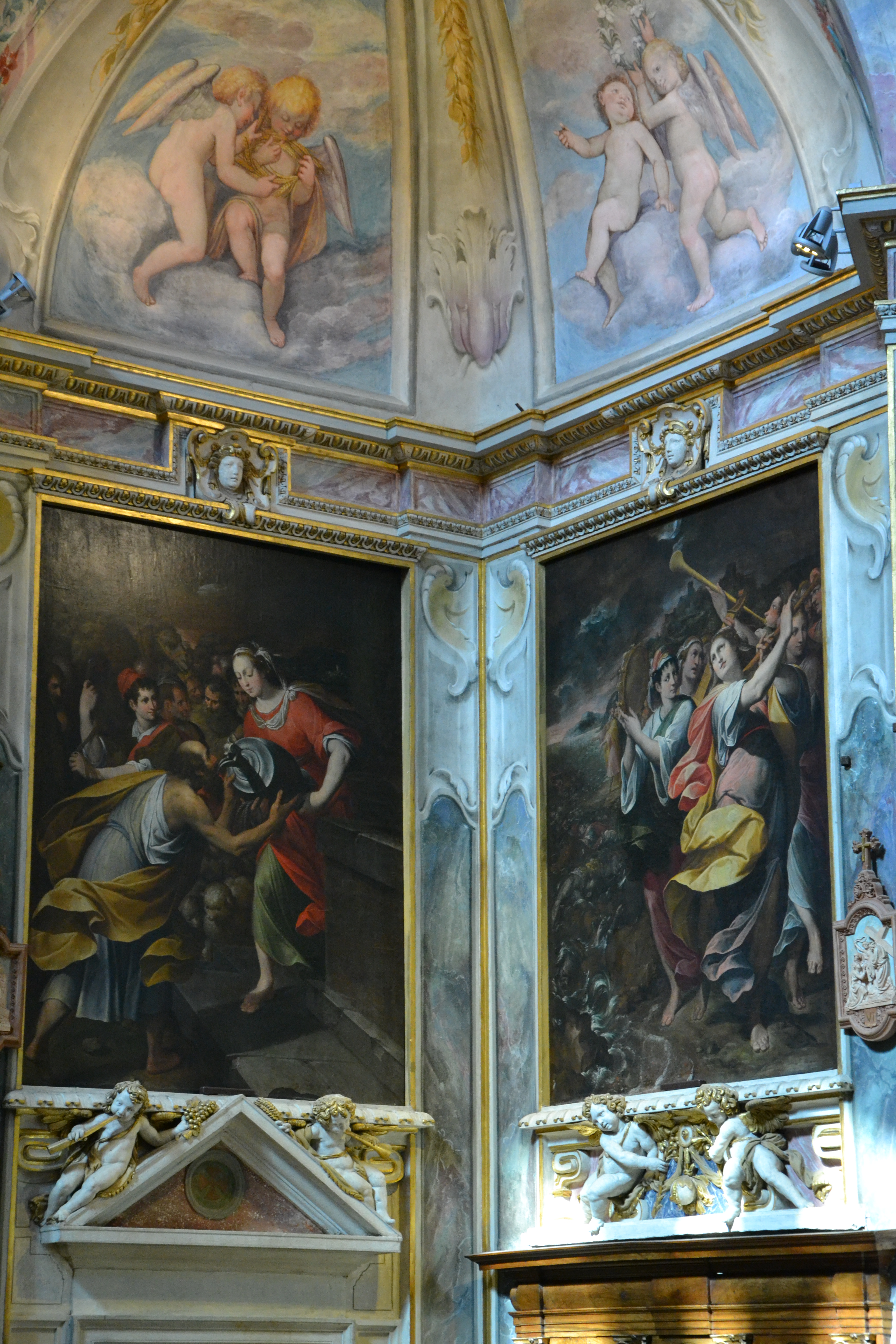
tele di Camillo Procaccini

L'ultima ad essere decorata fu la cupola, affrescata con quadrature architetture architettoniche di Giovanni Battista Longone.
Sopra il portale, la cantoria con il pregevole organo "Angelo Amati 1853", che viene suonato nei giorni festivi e in occasione di concerti. L'organo ha una tastiera di 58 note e una pedaliera di 18; è stato restaurato nel 1992. 

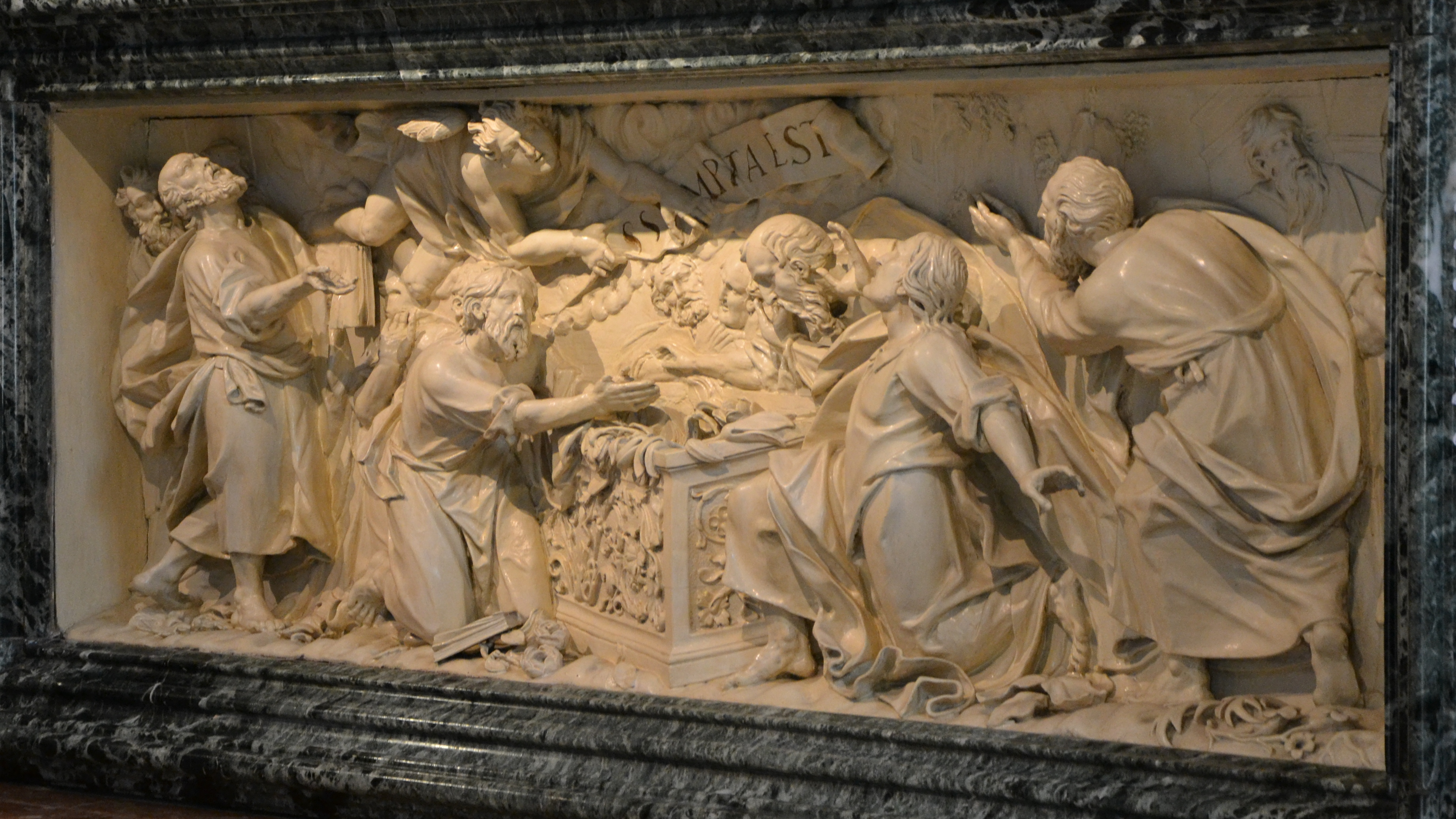
Tommaso Orsolino, paliotto altare maggiore

#### Presbiterio
Il presbiterio viene costruito a partire dal 1564. Nelle vele in cui s'imposta la seconda cupola che copre l'altare maggiore, sono rappresentate otto sibille disposte a coppia, dipinte da Guglielmo Caccia, detto il Moncalvo. Ogni sibilla ha un nastro dipinto con le citazioni in latino di profezie che sono rilette in chiave mariana. La cupola, in cui sono dipinti dei rosoni, presenta un effetto prospettico.
Al di sotto delle sibille vi sono quattro statue, due re biblici a fianco dell'altare, e due profeti nella parte verso l'aula: Isaia (P), Davide (R), Ezechia (R) e Daniele (P).
L'altare maggiore conserva la raffigurazione della Madonna del Latte, racchiusa entro una monumentale opera scultorea in alabastro, marmo bianco e marmo rosso delle colonne, del genovese Tommaso Orsolino (1587?-1675), già attivo nel duomo e nella Certosa. L'intero impianto dell'altare è una narrazione dell'Assunzione di Maria. Partendo dal basso, il paliotto riproduce la scena degli apostoli sorpresi intorno al sepolcro vuoto della Vergine. Un angelo porta un nastro con l'iscrizione "Assumpta est". Nella parte sopra alla mensa dell'altare è posto il dipinto che è sostenuto da due angeli scolpiti in marmo, mentre altri due angeli più piccoli sopra al dipinto reggono una corona. Ancora sopra, nella cimasa, è scolpita la colomba dello Spirito Santo e infine, in posizione ancora più elevata, Dio Padre attende la Vergine a braccia aperte.
A fianco dell'altare maggiore, sui pilastri, si trovano due formelle: a sinistra vi è la città di Pavia circondata da fortificazioni medioevali, a destra sempre la città pavese, ma circondata da mura quadrate (Gerusalemme celeste), con tre porte per ogni lato.

##### Il ciclo delle sibille
Da sinistra, nelle vele della cupola dell'altare, sono rappresentate le sibille con le loro profezie. Sebbene le sibille siano delle figure pagane, la tradizione cristiana, a partire da sant'Agostino ha riconosciuto che esse in qualche modo prefigurassero l'annunciazione di Cristo.
Partendo da sinistra:
- Sibilla Cumana (“Deus ab alto regem dimittet Olympo” / “Dio manderà il re dall'alto”) e Sibilla Ellespontica (“Ille persimilem formam refert” / “Egli porta una grande bellezza”)
- Sibilla Samia (Nascetur ex paupere puella” / “Nascerà da una ragazza povera”) e Sibilla Eritrea (“Ipsa erit virgo ante partum et post partum” / “Sarà una vergine prima e dopo il parto”)
- Sibilla Delfica (“Propheta nascetur ex Virgine” / “Il Profeta nascerà dalla Vergine”) e Sibilla Tiburtina (Felix mater, cuius ubera lactavit” / “Felice la madre il cui seno allatta”)
- Sibilla Persica (“Tunc vox veniet nuncia” / “Allora una voce verrà ad annunziare”) e Sibilla Cimmeria (iscrizione non leggibile)

##### Coro
Dietro all'altare si sviluppa il coro ligneo, con stalli molto semplici e lineari, che sostituisce quello più antico trasferito in cattedrale nel 1884. La parte posteriore dell'altare che dà verso il coro ripete le forme della parte anteriore. A differenza dell'iconografia dell'altare maggiore, nella cimasa, anziché la figura di Dio Padre, è posta la raffigurazione di Sant'Antonio con Gesù Bambino. Nella parte inferiore della parete vi sono due epigrafi che ricordano la venuta dei francescani, nel 1915, e l'Incoronazione della Vergine, nel 1926.
Nel centro della parete est, sopra al coro, è posta in un'edicola la statua seicentesca della Vergine Assunta, mentre nel timpano che copre l'edicola stessa sono rappresentati due angeli che sostengono la corona della Madonna.

##### Cripta
Al di sotto del presbiterio si trova una cripta ottagonale, costruita probabilmente nel 1569, che non è più raggiungibile dall'interno della chiesa. Essa ospita dieci sarcofagi, in muratura intonacata e dotati di epigrafi e insegne araldiche dipinte, tra i quali ricordiamo quelli di Eric II di Brunswick-Calenberg, duca di Brunswick-Calenberg e morto a Pavia nel 1584, della baronessa D'Obernitz Faccioli, dama della chiave d'Oro dell'elettore di Sassonia e dama della croce stellata di Sua Maestà Imperiale Reale Apostolica e morta nel 1773, della contessa Anna Malaspina Mezzabarba, deceduta nel 1691, e quelli dei nobili Dal Verme e Mandelli. Al centro della cripta una botola apre al luogo di sepoltura comune dei barnabiti.

#### Cappelle laterali al presbiterio
Al lato del presbiterio si aprono due cappelle.
A sinistra la cappella del Crocifisso che ospita, in una nicchia nella parete est, il complesso ligneo del Crocifisso portato in dote dalla confraternita di san Sebastiano, che si è trasferita nella chiesa dopo la soppressione napoleonica del 1810. Le due statue lignee della Madonna e di san Giovanni collocate al lato del crocefisso provengono, invece, dal Duomo della città. Dal patrimonio della stessa confraternita arriva anche il bassorilievo cinquecentesco in pietra con san Sebastiano, posto sul pilastro a fianco dell'entrata laterale del presbiterio. Nella parete nord si trova la tela della Resurrezione di Pietro Maggi, e su quella ovest un'altra tela con L'Assunzione della Vergine. A completamento dell'impianto iconografico, sulla volta della cappella sono affrescati gli strumenti della passione. Al centro della volta si trova il pellicano con le ali aperte, simbolo cristologico, e la scritta “Ut vitam habeant” (“In modo che essi abbiano la vita”), che allude al pellicano che resuscita con il suo sangue i propri piccoli morti.
A destra del presbiterio la Cappella dell'Immacolata. Sulla parete est è collocata la tela con L'Immacolata di Bernardino Ciceri. Di fronte invece la tela con L'incoronazione della Vergine.
Nello spesso muro che divide l'aula dal presbiterio, in due piccoli vani, sono posti: a sinistra la tela raffigurante san Carlo Borromeo in abiti vescovili, con un putto a destra ai suoi piedi che sostiene la mitria, mentre a sinistra è raffigurato il cappello cardinalizio; a destra, di fronte, la tela con san Alessandro Sauli. Anche in questa tela un putto ai piedi del santo sulla sua destra sostiene la mitria e un pastorale. Entrambe le tele sono del Moncalvo e datano 1614.

##### Sacrestia
Dalla Cappella dell'Immacolata si accede all'antisacrestia e alla sacrestia. Quest'ultima è un locale molto vasto che ospita grandi armadi settecenteschi intagliati in noce. La pala dell'altare in fondo alla sacrestia è del pittore settecentesco Alessandro Porta, e raffigura sant'Alessandro Sauli con gli abiti da barnabita. Il santo, il primo dell'ordine barnabita a essere consacrato, visse peraltro una decina d'anni nel convento. Sulla cimasa della porta della sacrestia sono riportati i simboli barnabiti: un libro aperto e le iniziali P. A. (Pietro Apostolo).

##### Aula quadrata
Nelle pareti laterali dell'aula si aprono due cappelle, a sinistra quella di sant'Anna e a destra quella di san Giuseppe. Nei quattro angoli sono esposte a coppie le grandi tele del ciclo delle eroine bibliche.
Sull'altare della cappella di sant'Anna è posta la tela attribuita a Gianbattista Tassinari, pittore pavese degli inizi del Seicento. Il dipinto raffigura la Madonna con il Bambino e, alle sue spalle in piedi, sua madre sant'Anna con ai lati san Pietro e san Paolo, che è anche patrono dei Barnabiti. Davanti alla Vergine in ginocchio sono ritratti san Giacomo e santa Margherita d'Antiochia. In origine nella cappella erano sepolti i nobili pavesi Jacopo Menocchio e il nipote Enrico, come risulta dalle epigrafi murali presenti sulle pareti laterali. Originariamente la cappella era stata dedicata a sant'Alessandro Sauli in occasione della sua beatificazione, come si può vedere dalla mitria vescovile dipinta sulla volta. Il dipinto con il santo è stato spostato in sacrestia con l'avvento dei francescani, mentre la cappella è stata riconsacrata a sant’Anna.
Sull'altare della cappella di san Giuseppe è posta la tela del Moncalvo che rappresenta la Natività con la Sacra famiglia: vi sono figure di santi e altre figure adoranti (a destra sant'Antonio di Padova). Ultimamente la tela è stata attribuita alla mano di Simone Peterzano.
Nella parte superiore del dipinto, che occupa quasi metà della superficie, sono ritratti quattro angeli su delle nuvole e in mezzo i raggi dello Spirito Santo. Dietro alla Madonna è ritratto un paesaggio. Secondo Luisa Erba il papa raffigurato potrebbe essere Giovanni XIV Canepanova, mentre il vescovo sarebbe Ippolito de'Rossi.

##### Cupola
La grande cupola ottagonale fu l'ultima a essere decorata, con le prospettive illusive del pittore quadraturista Giovanni Battista Longone agli inizi del XVIII secolo.
Sulle vele su cui si innesta la cupola sono dipinti angeli musicanti. Sopra le vele si apre un finto matroneo con alte finestre bifore, quattro delle quali sono aperte all'esterno e quattro chiuse.

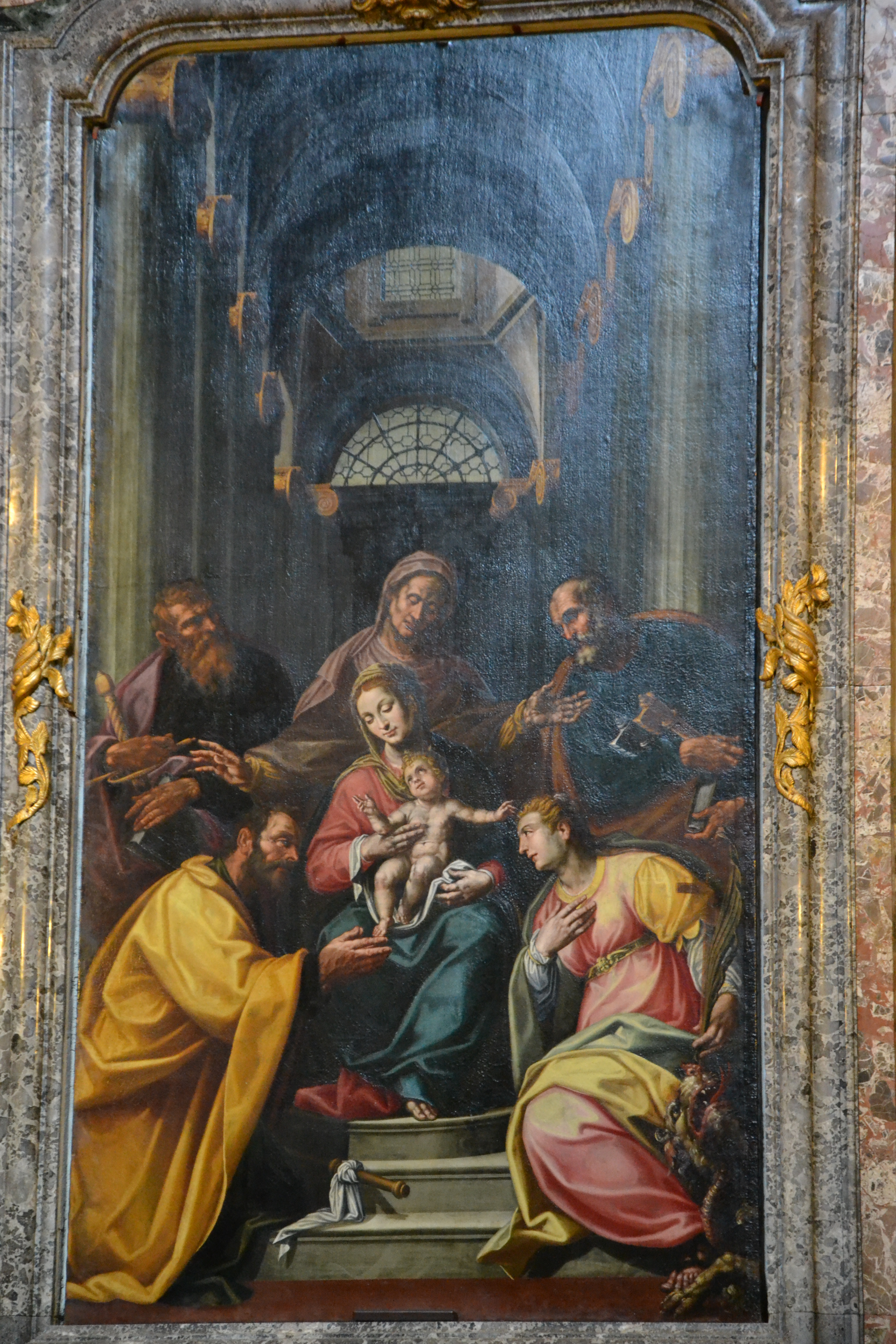
Gianbattista Tassinari, Sacra conversazione con Sant'Anna.
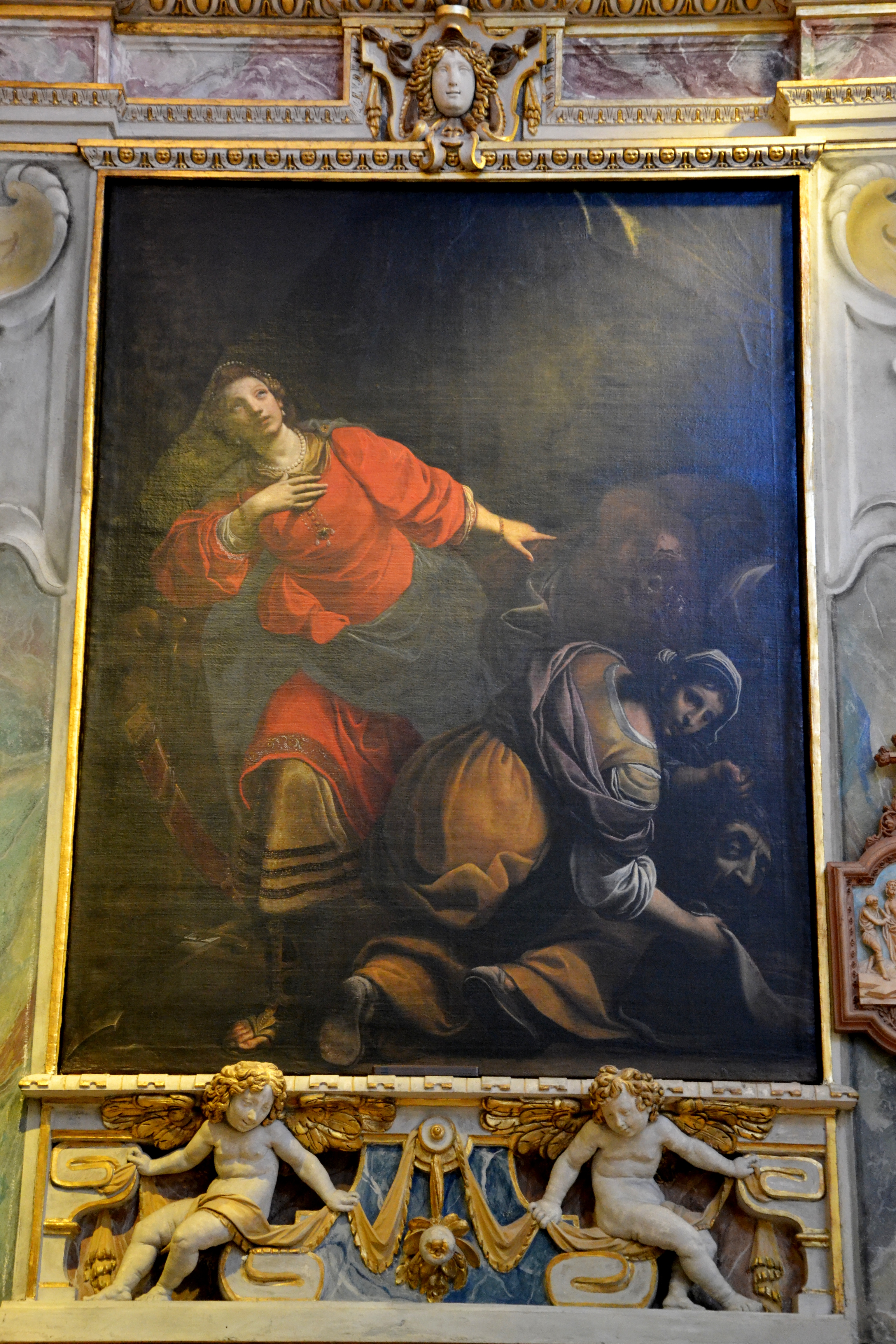
Alessandro Tiarini, Giuditta e Oloferne.
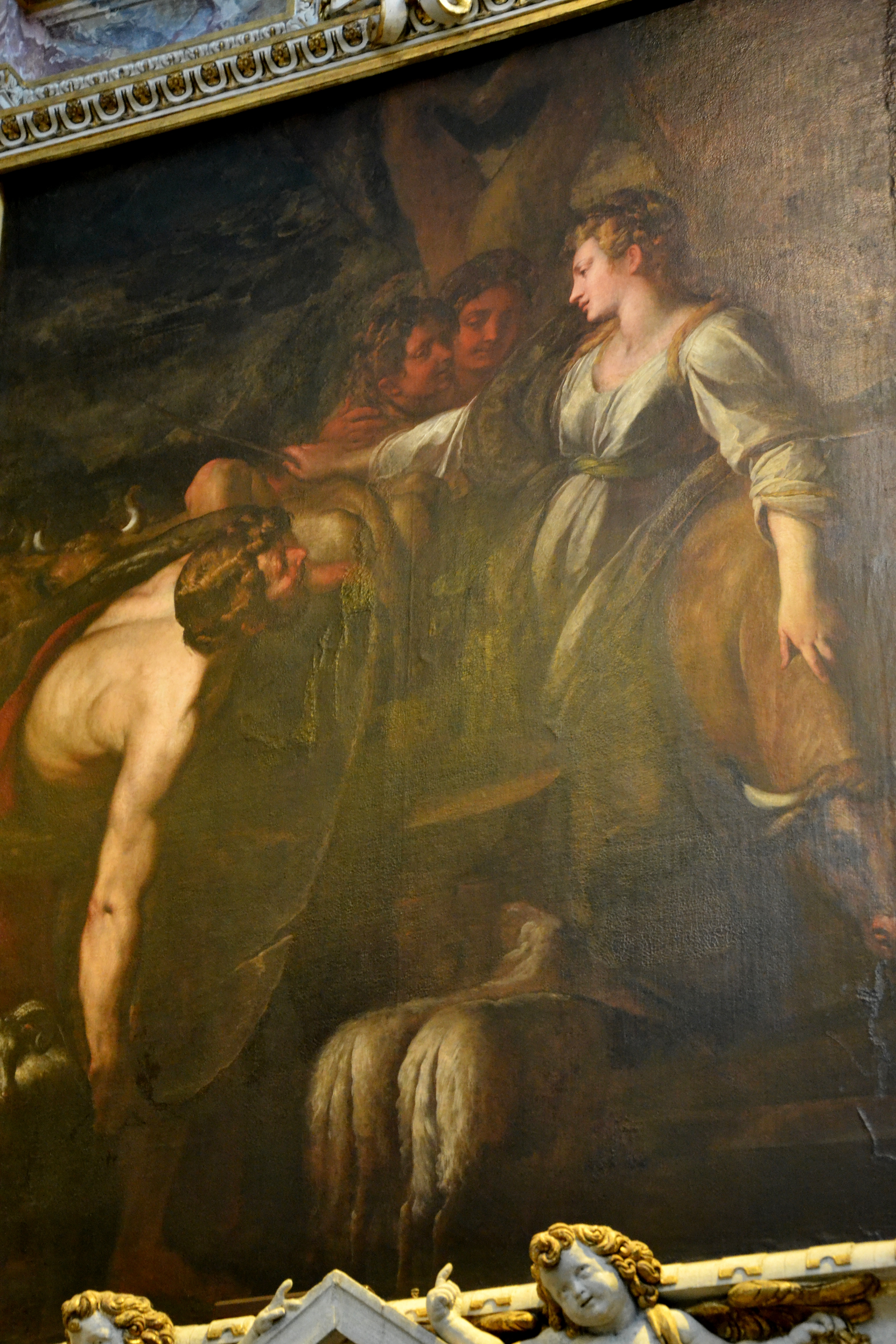
Giulio Cesare Procaccini, Rachele e Giacobbe.
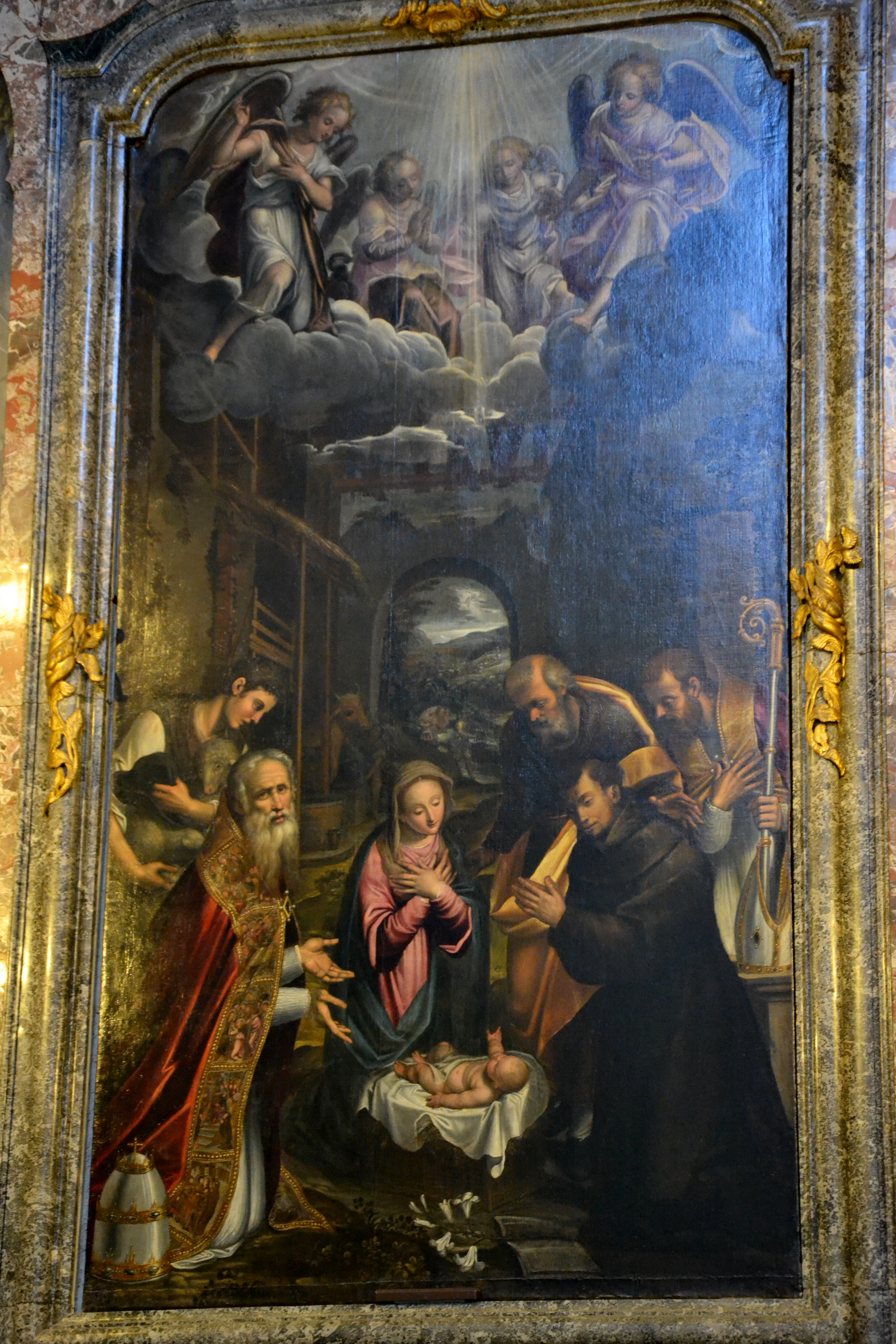
Simone Peterzano, Natività con Sant'Antonio, Giovanni XIV Canepanova e Ippolito de' Rossi.
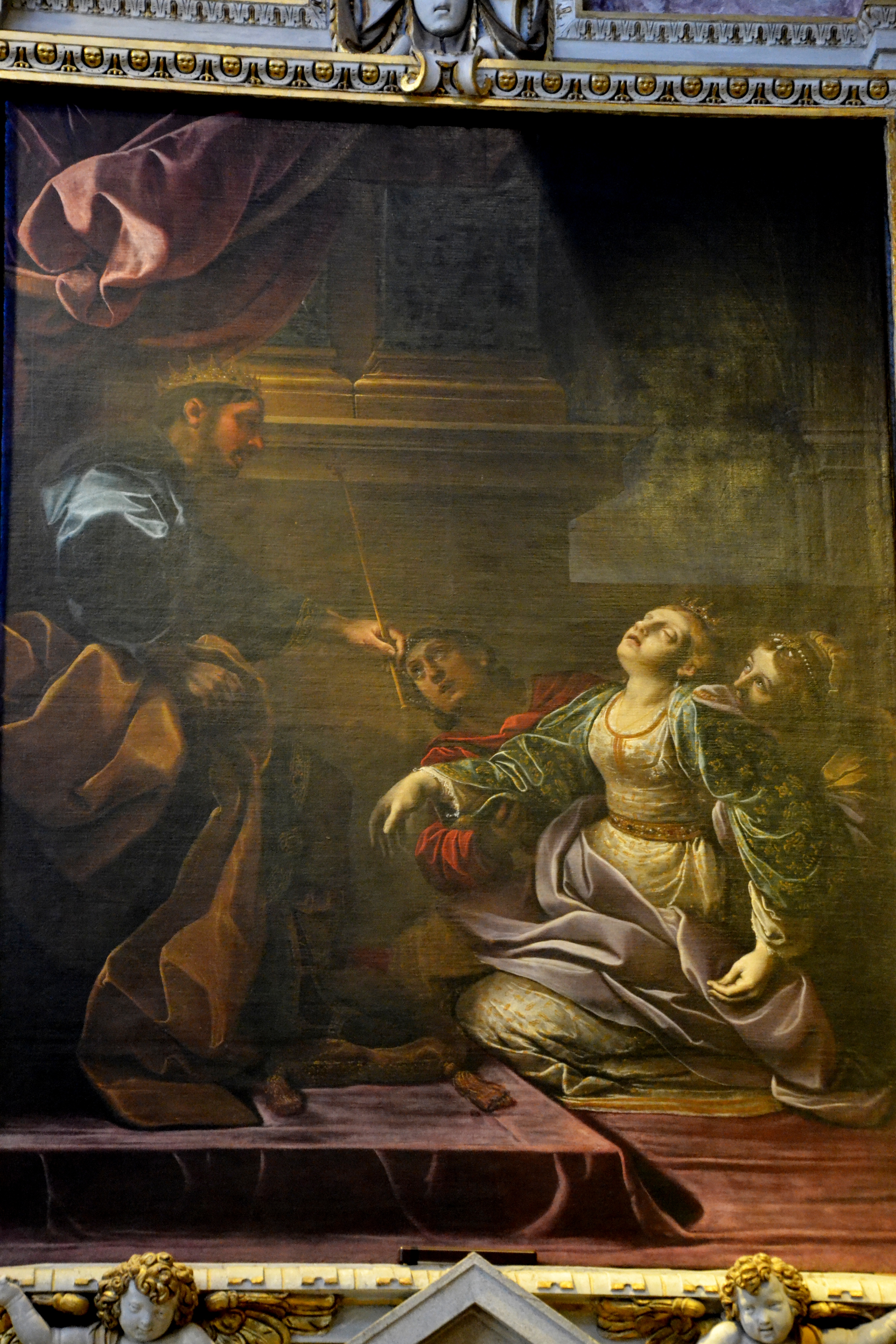
Alessandro Tiarini, Ester e Assuero
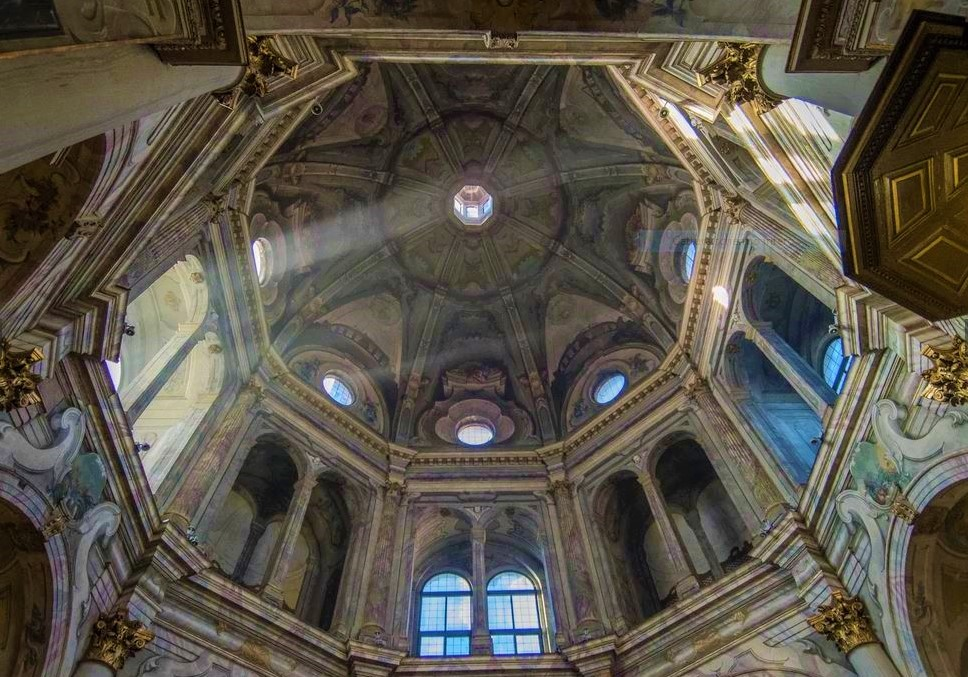
La cupola.

##### Il ciclo delle eroine bibliche
Agli angoli dell'aula si trova un ciclo di otto tele ritraenti eroine bibliche. Il ciclo intende presentare, attraverso le vicende dei personaggi femminili del Vecchio testamento, le virtù che sono proprie della Madonna. Le tele sono state dipinte nel primo quarto del secolo XVII da quattro diversi pittori: Camillo Procaccini, Giulio Cesare Procaccini, Alessandro Tiarini e Guglielmo Caccia. Sotto a ogni tela si trova una cornice sorretta da due angeli/putti che assumono posture diverse.
A sinistra dell'ingresso:
- Rebecca al pozzo disseta il servo mandato da Abramo a chiederla in sposa per il figlio Isacco (CP 1620-1623), “allude alla Madonna dispensatrice di Grazia”[34]
- Miriam esulta dopo il passaggio del Mar Rosso (CP 1620-1623), “evoca l'esultanza del Magnificat”. Miriam, sorella di Mosè balla con altre donne e con i cantori per festeggiare la riuscita della fuga mentre intona il canto “Cantate al Signore. Perché ha mirabilmente trionfato: ha gettato in mare cavallo e cavaliere!” (Esodo, 15,21)

A sinistra del presbiterio:
- Debora ordina a Barac di affrontare in guerra il nemico (GCP 1620), “prelude alla Vergine che guida e conforta il suo popolo”
- Rachele con Giacobbe che rimuove il coperchio del pozzo (GCP 1620), “fa pensare alla Madonna che conduce all'incontro con il Salvatore”

A destra del presbiterio:
- Ester sviene al cospetto di Assuero (AT 1616), “evoca il ruolo della Vergine che intercede presso Dio”
- Giuditta[35] dopo aver decapitato Oloferne (AT 1616), “sta a significare la vittoria sul demonio”

A destra dell'ingresso:
- Abigail offre doni a Davide per placarne l'ira (GCM 1616), “allude alla Vergine che placa l’ira divina”
- Giaele uccide Sisara (GCM 1616), “prefigura l'Immacolata che schiaccia il capo del drago-demonio”. Giaele impugna nella sua mano destra il martello con il quale ha appena conficcato un picchetto della tenda in testa a Sisale, generale che era appena stato sconfitto da Debora e Barac in battaglia. Il generale del re Cazor, nemico del popolo di Israele, si era rifugiato nella tenda di Eder, marito di Giaele, pensando fosse un suo alleato. La mano sinistra di Giaele indica il corpo di Sisale che giace a terra. (Libro dei Giudici 4,17-22)

#### Il chiostrino

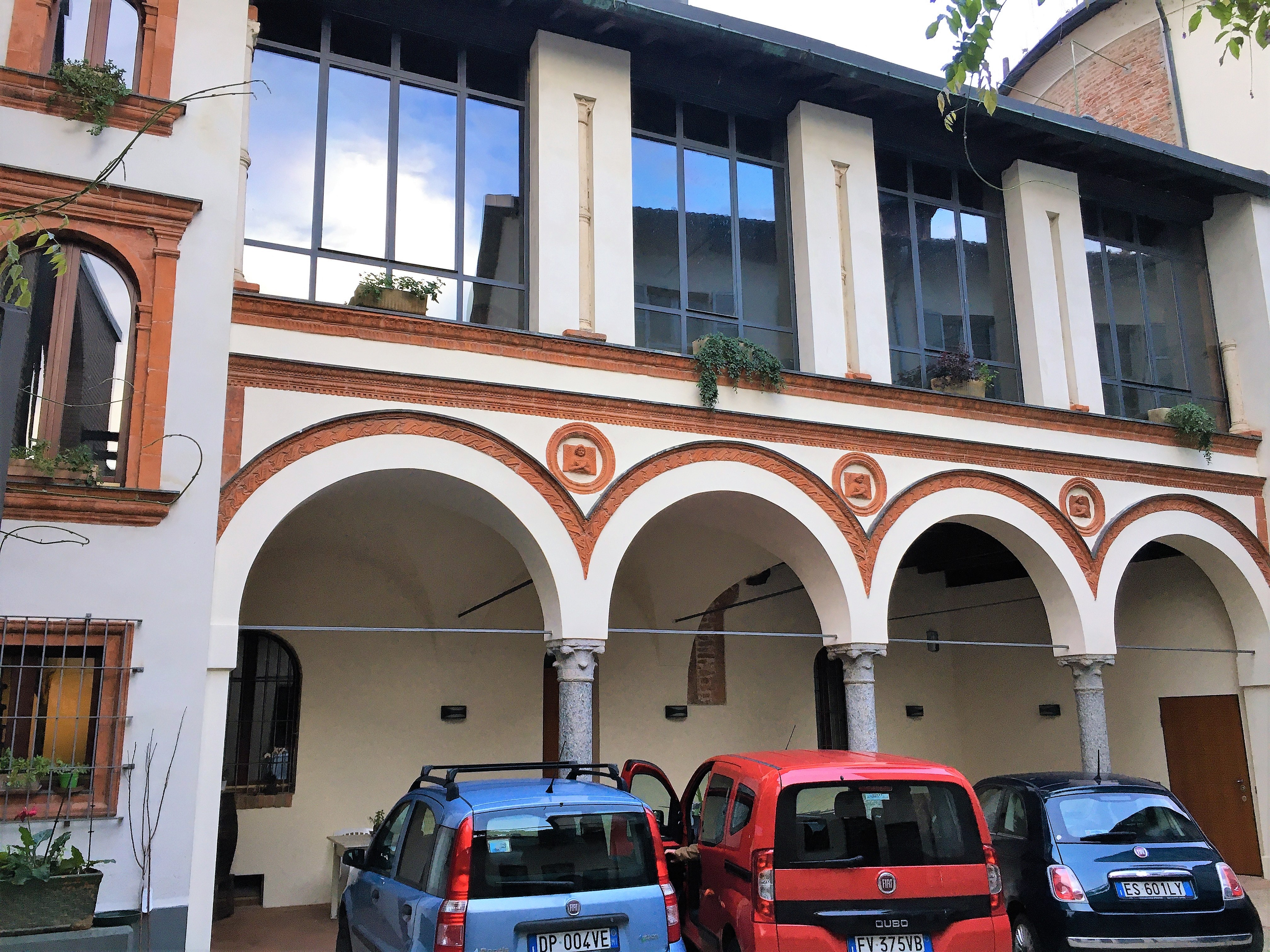
Il chiostrino

Dietro il coro della chiesa, a oriente della stessa, è a tutt’oggi conservato un piccolo edificio porticato nella parte inferiore e aperto sopra in un loggiato. La struttura è precedente alla chiesa e, in origine, al piccolo monastero delle Convertite (poi inglobato dalla chiesa). L'edificio si articola su due ordini: il primo presenta un porticato, coperto da volte a crociera, ha colonne e capitelli di tipo tardogotico a foglie lisce, in granito, mentre nei soprarchi sono inserite delle patere, dal bordo modanato, all’interno delle quali compaiono degli angeli a mezzobusto, con grandi ali e le mani intrecciate sul petto. L'ordine superiore presenta una loggia aperta, a copertura piana di travi lignee. Esili colonnine, oggi racchiuse da pilastri in muratura, sostenevano originariamente la loggia verso l'esterno. Il chiostrino è datato tra il 1460 al 1480.

## Lettura simbolica
Gli stessi frati minori che abitano il complesso monastico, partendo da una “catechesi liturgica di padre Tarcisio Colombotti”, propongono una lettura simbolica dell'edificio religioso basata su cinque percorsi di lettura: architettura e apocalisse; la Sposa adorna nel Paradiso giardino; le donne dell'Antico testamento; le donne nel paganesimo: le sibille; i profeti.
La struttura della chiesa si presta, infatti, a una evidente lettura teologica, riflettendo il modello della Gerusalemme celeste. Nell'Apocalisse Gerusalemme viene indicata come una città di pianta quadrata, e a questa figura si rifà l'aula centrale della chiesa. Su questa forma, per effetto delle vele che si innalzano ai quattro angoli, si innesta l'ottagono che simboleggia, con il numero otto, l'eternità. Infatti il numero otto rappresenta l'ottavo giorno, cioè quello successivo ai sette che sono serviti alla creazione, il giorno del compimento dell'unità, quindi il giorno che proietta nell'eternità.

## Figure importanti legate alla chiesa e al convento

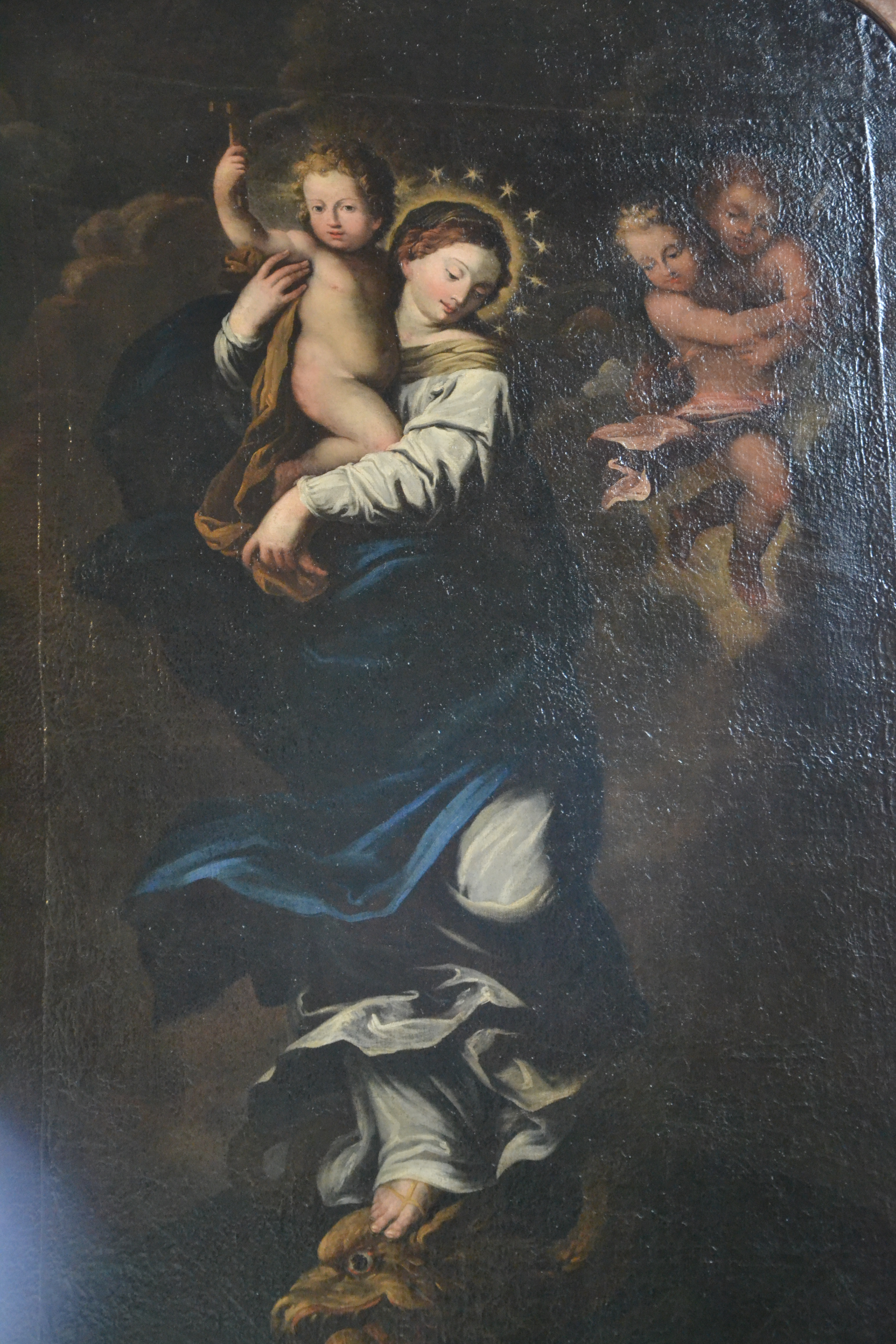
tela all'interno della chiesa

- Papa Giovanni XIV
- Sant’Alessandro Sauli
- Padre Costantino Ruggeri